# Liber feudorum maior

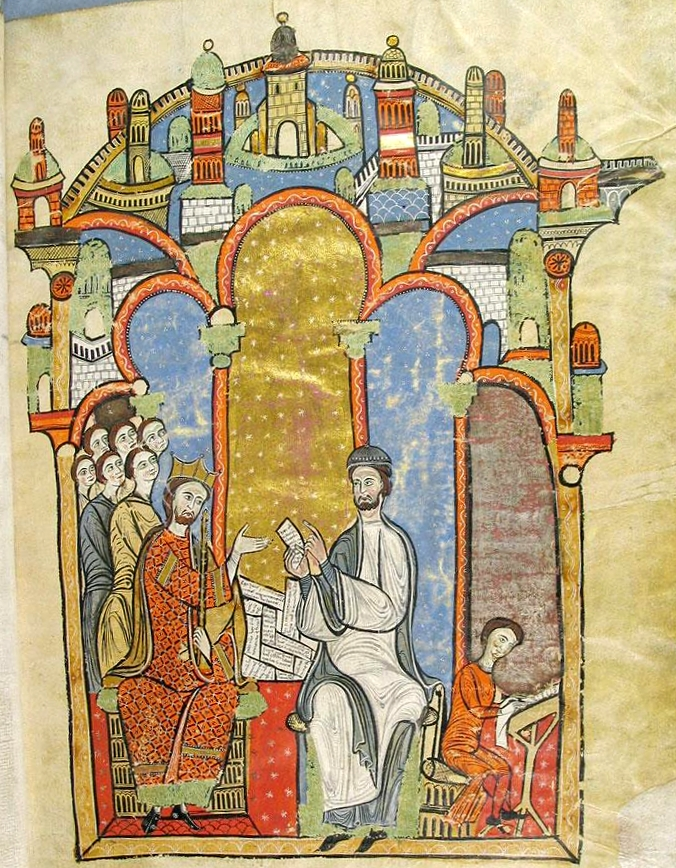
Miniature du Liber feudorum maior qui représente Ramon de Caldes lisant des documents au roi Alphonse II d'Aragon le Chaste

Le Liber feudorum maior (en latin médiéval : grand livre des fiefs, originellement Liber domini regis, en abrégé LFM) est un cartulaire enluminé, œuvre de Ramon de Caldes qui a recueilli les documents se rapportant à la Maison de Barcelone ainsi qu'aux autres maisons comtales qui se sont intégrées à elle. Il a été collationné vers 1192 pour le roi Alphonse le Chaste et il est conservé aux Archives de la couronne d'Aragon. Dans la période comprise entre 1170 et 1195, ont été collationnés les Usatici Barchinonae, le Liber feudorum maior et la Gesta comitum barchinonensium, ensemble qu'on a appelé les trois monuments de l'identité politique catalane.

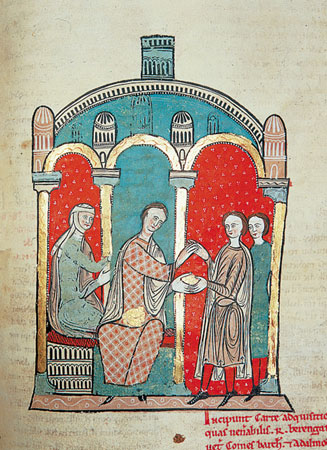
Raimond-Bérenger Ier de Barcelone et son épouse, Almodis de la Marche, comptant 2000 onces de pièces d'or comme paiement à Guillem-Ramòn et Adelaide, comte et comtesse de Cerdagne, en échange de leurs droits sur Carcassonne en 1067.

## Histoire du manuscrit
Seuls subsistent 114 des 888 folios originaux du LFM, mais seuls 93 des 902 documents originaux ont été complètement perdus, et donc une restitution presque complète de son contenu reste possible. Le prologue du document, écrit par Ramon de Caldes, indique que l'ouvrage est constitué de duo volumina (deux volumes), mais sa division actuelle ne date que de sa nouvelle reliure au cours du XIXe siècle. On ne sait pas si le second volume qui était prévu, n'a jamais été relié ou encore n'a jamais été commencé. Les volumes d'origine ont subi des dommages pendant la Révolution française et pendant l'invasion française de l'Espagne, mais leurs index (un datant de 1306) ont survécu, ainsi que la plupart des chartes sur parchemin qui ont été copiées dans le Liber. Son rédacteur en chef moderne, Francisco Rosell Miquel, a reconstitué l'ordre et les rubriques des documents. Les folios ont été coupés, ce qui élimine toute preuve de leur état physique initial.
Deux petits livres de fiefs liés au projet LFM sont également conservés. Le Liber feudorum Ceritaniae concerne la Cerdagne et le Roussillon et est peut-être une initiative qui a échoué de créer des cartulaires régionaux sur le modèle du LFM. Le Liber feudorum formae minoris est une continuation du LFM contenant des documents du début du XIIIe siècle. Seuls deux autres cartulaires laïques de la même période survivent : le Liber instrumentorum memorialium des seigneurs de Montpellier et le Liber instrumentorum vicecomitalium des Trencavel.

## Essais de datation
La compilation du LFM est probablement liée au désir d'Alphonse de contrôler les châtelains de ses domaines. En 1178-80, il a lancé une série de procès concernant le droit d'accès aux différents châteaux. Le LFM est le fruit d'intenses recherches dans les archives de la Couronne pour appuyer ces revendications. De 1171 à 1177, un examen des archives comtales a été nécessaire pour faire valoir les droits d'Alphonse sur le comté de Carcassonne, ce qui peut avoir entraîné une réforme des archives. En 1178, 144 chartes comtales qui avaient été jusqu'alors dans les mains de Ramon de Gironella, vicaire du comte de Gérone, ont été remises à Guillem de Bassa. Beaucoup d'entre elles plus tard ont été citées dans le LFM.
En s'appuyant sur le prologue pris au pied de la lettre, Francisco Rosell Miquel a supposé que l'ouvrage a été présenté au roi Alphonse II et qu'il a donc été terminé avant sa mort en 1196. Thomas Bisson pense que l'ouvrage a été présenté au complet à Alphonse en août 1194, pendant la cérémonie lors de laquelle Ponç III de Cabrera (ca) s'est réconcilié avec le roi. Puisque le travail de Ramon de Caldes sur le LFM est daté pour la dernière fois en avril de cette année, in suppose que l'auteur a insisté afin de terminer ce travail dans les mois suivants. Un troisième type d'argument, soutenu par Anscari Mundó, dit que le LFM était terminé en 1192, quand la dernière de ses chartes a été incorporée. Trois chartes des quatre dernières années du règne d'Alphonse sont contenues dans le LFM, mais écrites par une main différente de celles des deux scribes principaux. Ces trois actes concernent Ponç de Cabrera, sa réconciliation et son serment de fidélité à Pierre II en avril 1196. Puisque le dernier document a été ajouté après la mort d'Alphonse, il est possible que les autres aient été ajoutés en même temps, que l'achèvement du cartulaire ne soit pas lié à la mise au pas de Ponç, et que le travail était fini pour l'essentiel en 1192. Puisque les documents d'une date antérieure à celle de novembre 1192 semblent avoir été écrits sur des folios vides après les documents de la même année, il est probable que 1192 représente la date finale de la version originale (ou la date de sa présentation).
Il est également possible que le travail qui avait été commencé dès 1178, ait été repris aux environs de 1190-1194. Bisson relie l'effort renouvelé de la part de Ramon de Caldes avant son départ de la cour en 1194 avec d'existence de sérieuses oppositions qui défiaient l'autorité du roi Alphonse II. En février 1194, Berenguer, archevêque de Tarragone, a été assassiné par Guillem Ramon II de Montcada, ce qui pour Bisson, montre la faiblesse de la Paix et Trêve de Dieu à cette époque et depuis 1190, lorsque les barons l'avaient rejetée.
Selon Lawrence McCrank, le LFM était inachevé à la mort du roi en 1196 et à celle de Ramon en 1199. Le prologue a été écrit au préalable et le second volume n'a jamais été commencé, comme prévu. Tous les deux, Bisson et Adam Kosto, sont d'accord pour dire que le travail a été achevé en 1192 et présenté en 1194, mais qu'il n'a jamais été «terminé», et que l'«arrêt dans la sélection des instruments» marquait «le début d'un travail devant être continué».

## But
Le LFM a été considéré par son éditeur moderne, Rosell, comme un peu plus qu'une chronique rapportant les étapes de l'agrandissement du domaine des comtes de Barcelone. Laurent McCrank a relié les débuts de l'entreprise d'écriture du cartulaire avec le Traité de Cazola en 1179, lors duquel Alphonse a obtenu la reconnaissance de ses droits sur Valence par Alphonse VIII de Castille. Dans cette optique, Alphonse aurait ralenti l'effort de la Reconquista afin de se concentrer sur l'unification de ses divers domaines en une seule couronne. Critiquant ce point de vue, Kosto souligne que puisque les bulles papales et les traités avec les ordres militaires en ce qui concerne l'Aragon se trouvent au début du cartulaire, la rareté relative des chartes concernant la maîtrise des châteaux et des terres en Aragon suggère que l'unification de l'Aragon et de la Catalogne juridiquement (c'est-à-dire plus que symboliquement) n'était pas très importante dans l'esprit des compilateurs ou de leur patron.
Le LFM n'introduit pas de «nouveaux principes d'organisation féodale», mais il représente «une notion plus abstraite du pouvoir comtal et du pouvoir royal». Il a été comparé aux  Usages de Barcelone comme un échec en termes pratiques "ou bureaucratique". C'est essentiellement une expression de la puissance, conçu territorialement et principalement en ce qui concerne la Catalogne. Le cartulaire n'est pas un document de l'union de la Catalogne avec l'Aragon . Il s'agit plutôt d'un enregistrement d'une vaste et nouvelle autorité dont l'Aragon, des parties de l'Occitanie (Carcassonne, Razès, Béziers et comté de Provence), et tous les comtés catalans, y compris Ausona, comté de Barcelone, Besalú, Cerdagne, Gérone, Roussillon et Pallars Jussà, qui ont tous été possédés par Alphonse II, ainsi que le comté d'Empúries et Urgell, qui ne l'étaient pas. Bisson écrit que dans le LFM, les principes féodaux, appliqués à servir des besoins administratifs […], restaient subordonnés à une conception de la souveraineté territoriale», et pourtant il dit aussi que le LFM a été «exclusivement un livre foncier qui concerne le droit de propriété ou de réversion [et. pas] à s'intéresser à tout effort systématique visant à renforcer les droits de suzerain ou obligations vassaliques.». Les rubriques et les titres de sections sont la preuve de l'ambiguïté de la position d'Alphonse et cela dans les diverses régions. L'Aragon est appelé regnum (royaume), la Cerdagne et le Roussillon sont des Comitati (comtés), Tarragone est répertorié comme une civitas (ville), et la Provence et le comté de Melgueil ne sont pas décrits. Dans d'autres cas les chartes portent le nom du seigneur qui les a émises ou confirmées.

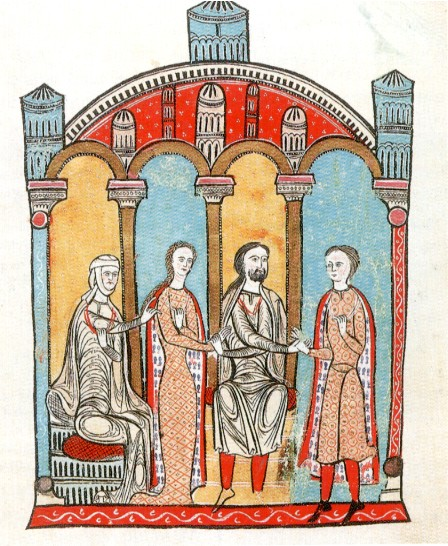
Ermengard de Carcassonne, debout entre sa mère, Cécile de Provence, et son père, Bernard Aton IV de Nîmes, est fiancée à Gausfred III de Roussillon.

## Contenu

### Texte
Les documents du LFM sont organisés par comté, vicomté, ou lignage (usuellement associé avec un château donné ou un état). Certaines sections sont indiquées par des rubriques. Sections et sous-sections sont séparées par des folios vides, dont Rosell pensent qu'ils étaient destinés à recevoir des documents anciens qui étaient encore à découvrir, mais d'autres personnes ont suggéré qu'ils étaient destinés à recevoir les nouveaux instruments. En fait à la fois les nouveaux documents et les précédents ont été ajoutés sur des folios vides. Dans une sous-section, les documents sont généralement classés par ordre chronologique, et parfois regroupés (avec des folios vides) en périodes.
Un système d'archives comtales pour les comtes de Barcelone n'est mentionné pour la première fois qu'en 1180. Ramon de Caldes se réfère à omnia instrumentation propria et inter Vos vestrosque antecessores ac homines vestros Confecta («ensemble de vos propres documents et ceux établis entre vous et vos ancêtres et vos hommes»), mais la localisation de ces documents est incertaine. Les archives ont pu avoir été centralisées ou bien rester itinérantes, ou peut-être il y avait des archives secondaires dans les différents centres du comté. Les archives envoyées par Ramon de Gironella à Guillem de Bassa contenaient principalement des documents concernant le Comté de Girona, par exemple. Les copistes du LFM ont pu faire appel à une commission itinérante qui a collecté ou copié des chartes dans les domaines d'Alphonse, là où c'était nécessaire, le cas échéant. Au moins deux chartes dans le LFM avaient certainement des sources extérieures: une donation par Raimond-Bérenger IV de Barcelone à Santa Maria de l'Estany (ca) en 1152 et un privilège de Charlemagne au monastère de Sant Llorenç del Munt. De plus, 109 documents provenant des archives du comté de Pallars Jussà, acquis par Alphonse le 27 mai 1192, ont été intégrés dans le LFM presque immédiatement.

### Miniatures

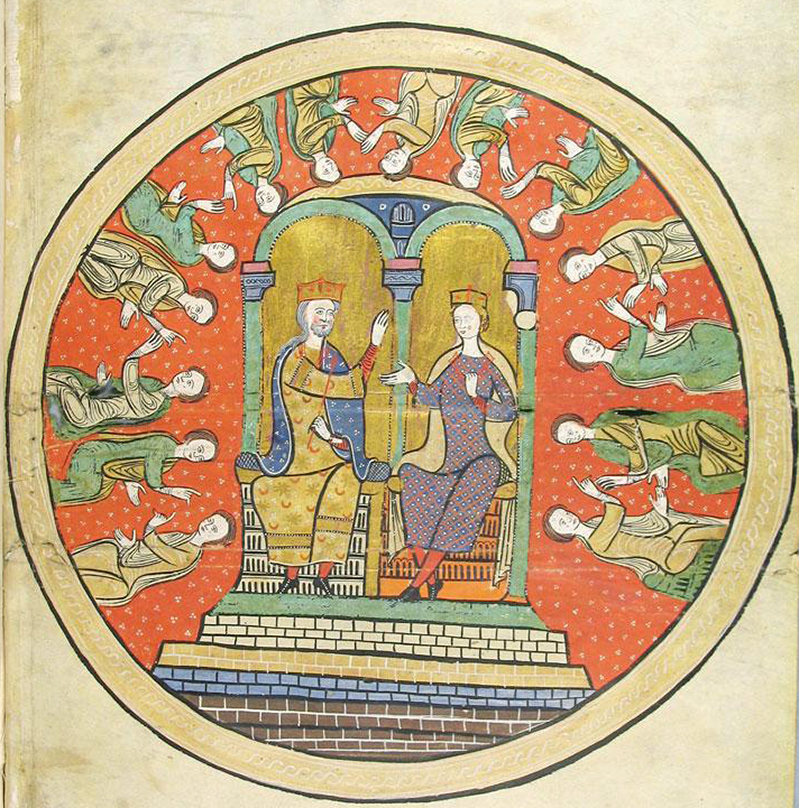
Alphonse II et Sancha de Castille (couple parfois interprétés comme Raimond-Bérenger IV de Barcelone et Pétronille d'Aragon) entourés par les dames de leur cour.

Bien que les cartulaires illuminés soient rares, le LFM n'est pas le seul exemple illustré du XIIe siècle, ni même en Espagne. En fait, il existe quatre exemplaires espagnols de la première moitié de ce siècle: le Libro de los testamentos de la cathédrale d'Oviedo, Tumbo A de Saint-Jacques-de-Compostelle, le Libro de las estampas de León, et le Becerro antiguo du monastère
du Monastère de Leyre des exemples français existent à la même période que le LFM : celui de Vierzon (vers 1150), celui du Mont-Saint-Michel (vers 1160), et celui de Marchiennes (vers 1195).
Kosto a identifié deux styles et donc deux mains ayant produit les miniatures du LFM, une d'un style plus traditionnel et d'origine locale, l'autre plus experte et internationale. Joan Ainaud a daté les miniatures du premier quart du XIIIe siècle (après la mise au point du texte), mais elles ont probablement été prévues dès le début.
Le LFM contient 79 images, et il en possédait quelques-unes d'autres. Beaucoup de ces images sont en relation avec des chartes précises du cartulaire et représentent diverses moments caractéristiques du système féodal. Elles sont parmi les plus anciennes représentations de l'acte d'hommage (hominium), lors duquel les vassaux placent leurs mains entre celles de leur seigneur. Dans les serments et engagements, les mains sont représentées posées avec les mains levées; dans les accords, les mains se tiennent. Le traité de Saragosse (1170) est symbolisé par Alphonse II et le roi de Castille, Alphonse VIII, assis sur deux trônes, se tenant par la main. Toutes ces images renforcent la conception du pouvoir royal et la subordination de vassaux.
Les deux premières images du cartulaire, cependant, vont contre l'esprit hiérarchique que l'on retrouve dans les autres. Dans la première, Alphonse et Ramon, assis à la même hauteur, avec un scribe au travail en arrière-plan, font un geste vers un tas de chartes. Les chartes sont au centre de leur attention. Le roi est représenté au travail (administrant son royaume). Dans la seconde, le roi et la reine, Sancha of Castile, sont entourés par un cercle de sept paires de femmes nobles en train de converser. Le roi et la reine, aussi, semblent engagés dans une conversation. L'image est probablement une représentation de la cour et de sa culture, qui avait accueilli tant de troubadours.